# 1103

## أحداث
- 27 أبريل - انسلم أسقف كانتربري يذهب إلى المنفى بعد خلافه مع هنري الأول ملك إنجلترا

## مواليد
- أدليزا من لوفان
- جوديث من بافاريا، دوقة شوابيا
- محمد بن حيدر العاملي المكي

## وفيات
- محمد بن غرير آل حميد
- إسحاق الفاسي مفكر يهودي مغربي.
- حسين بن إبراهيم النطنزي، أديب ولغوي ومحدث إيراني.
- عبيد الله بن طاهر الحسني